# Urbura
La urbura, o tasa minera, era el nombre del impuesto que se pagaba sobre los minerales extraídos. Esto lo pagaban los mineros o los contratistas (principalmente alemanes) que encargaban la exploración, pagando una décima parte del oro extraído y una octava parte de la plata y otros metales. Dado que la Hungría medieval era uno de los productores de oro más importantes de toda Europa, estas regalías eran de gran importancia para los ingresos reales.

## Historia
Los primeros mineros probablemente llegaron al país con la reina Gisela de Baviera. Durante la época de la dinastía Árpád prevalecía un monopolio minero real y todos los ingresos iban al tesoro. Cualquiera podía explotar minas en cualquier lugar, pero la zona minera era expropiada por el fisco, cambiándola por otras tierras. Esto hizo que ni los señores ni la Iglesia se interesaran en promover la exploración de los tesoros mineros de sus tierras.
Con su decreto de 1325, Carlos I de Hungríareformó el sistema. Estaban obligados a entregar el metal precioso íntegramente a un precio determinado a la casa de moneda, que lo pagaba con dinero acuñado. Para evitar la elusión de esta disposición, se prohibió la exportación de minerales preciosos del país.
En mayo de 1327, siguiendo el ejemplo de Bohemia, se transfirió al terrateniente un tercio de la Urbura de las minas en propiedades privadas (la mitad desde la época de Segismundo). También empezó a desarrollarse la minería y en 1328 se fundó Kremnica.